# Francisco Javier Elorza
Francisco Javier Elorza Cavengt (Madrid, 17 de octubre de 1945), IV Marqués de Nerva, es un diplomático español, embajador de España en Italia y San Marino, desde abril y junio de 2012 respectivamente. Es además embajador representante permanente ante la FAO y el PMA, y gobernador ante el Fondo Internacional de Desarrollo Agrícola. Es hijo del también diplomático Francisco Javier Elorza y Echániz.

## Carrera diplomática
Licenciado en Derecho, ingresó en 1971 en la carrera diplomática. Estuvo destinado en las representaciones diplomáticas españolas en Marruecos y en la representación permanente de España ante las Comunidades Europeas. Fue subdirector general de Economía y Planificación en el Ministerio de Transportes y Comunicaciones y subdirector general de Organismos de Integración en Europa y de Relaciones Económicas Internacionales en el Ministerio de Asuntos Exteriores. Fue secretario general para las Comunidades Europeas y embajador Representante Permanente de España ante las Comunidades Europeas. En 2000 fue designado embajador de España en la República Francesa y, posteriormente, embajador de España en la Federación de Rusia y secretario general de Asuntos Consulares y Migratorios.